# George Victor Saupin
George Victor Saupin est un prélat catholique franco-indien né le 20 août 1923 et mort le 2 août 1993. 

## Biographie
D'une famille française, il est le fils d'Alfred Joseph Saupin et de Julie Héloïse Léocadie Marie Pereira.
Il est évêque de Daltonganj en 1971 puis de Bhagalpur en 1987.

## Sources
- Lizzie George, The Catholic Directory of India, 1984
- Angel Santos Hernández, Jesuitas y obispados: Los jesuitas obispos misioneros y los obispos jesuitas de la extinción, 2000
- Sevartham, Volume 22, 1997